# Joan Reede
Joan Y. Reede (* 1953 in Boston, Vereinigte Staaten) ist eine US-amerikanische Medizinerin und Hochschullehrerin. Sie ist Professorin an der Harvard Medical School und ist außerdem Professorin für Gesellschaft, menschliche Entwicklung und Gesundheit an der Harvard TH Chan School of Public Health.  Sie wurde zur ersten Dekanin für Vielfalt und Gemeinschaftspartnerschaft (diversity and community partnership) der Harvard Medical School ernannt und ist eine der wenigen Afroamerikanerinnen, die Dekanin einer medizinischen Fakultät in den Vereinigten Staaten ist.

## Leben und Werk
Reede wuchs in Hull in der Nähe der Nike-Raketenbasis der US-Armee bei Fort Duvall auf, wo ihr Vater stationiert war. Ihre Ururgroßmutter Alie Taswell wurde in den 1860er Jahren als Sklavin in Georgia geboren. Nachdem Reede 1977 ihren Bachelor of Science an der Brown University erworben hatte, absolvierte sie eine Ausbildung an der Icahn School of Medicine at Mount Sinai und promovierte 1980. Ihre Mutter, Tommye Loretta Reede, machte im selben Jahr ihren Collegeabschluss, in dem sie ihr Medizinstudium abschloss.
Sie absolvierte ein Praktikum und eine Facharztausbildung in Pädiatrie an der Johns Hopkins University School of Medicine und war dann im Rahmen eines Fellowships in Kinderpsychiatrie am Boston Children’s Hospital tätig. Sie heiratete danach und bekam eine Tochter. Nach ihrer Scheidung Ende der 1980er Jahre erwarb sie zwei weitere Abschlüsse, 1990 einen Master of Public Health und 1992 einen Master in Policy and Management an der Harvard School of Public Health.

## Kinderärztin, Hochschullehrerin und Tätigkeiten auf nationaler Ebene
1986 erhielt sie eine Stelle als Kinderpsychiaterin am Boston Children’s Hospital. Anschließend wurde sie 1989 ärztliche Direktorin des Mattapan Community Health Center und arbeitete als Kinderärztin in kommunalen und akademischen Gesundheitszentren, Jugendgefängnissen und öffentlichen Schulen.
Nach einem Jahr als Fellow an der Harvard Medical School gründete sie 1991 mit mehreren Kollegen das Biomedical Science Careers Program (BSCP). Das Programm ist darauf ausgerichtet, die Vertretung unterrepräsentierter Minderheiten und benachteiligter Personen in allen Bereichen der Wissenschaft und Medizin zu erhöhen und gleichzeitig Gesundheitseinrichtungen, Biopharma-/Biotechnologieunternehmen, Bildungseinrichtungen, Berufsverbänden und Mitgliedern der Privatwirtschaft dabei zu helfen, ihren Bedarf an einer vielfältigen Belegschaft zu decken.
2002 wurde sie als erste Dekanin für Vielfalt und Gemeinschaftspartnerschaft an der Harvard Medical School ernannt und wurde 2016 zur ordentlichen Professorin befördert. 2008 wurde sie Direktorin des Harvard Catalyst Program for Faculty Development and Diversity.
Während ihrer Zeit an der Harvard Medical School entwickelte sie mehr als 20 Programme, darunter das HMS Minority Faculty Development Program und das Biomedical Science Careers Program. Sie ist Gründerin und Direktorin des Commonwealth Fund/Harvard University Fellowship in Minority Health Policy, das Ärzten mit Interesse an Minderheiten und benachteiligten Bevölkerungsgruppen ein Jahr Berufsausbildung für Führungspositionen in der Gesundheitspolitik und -praxis bietet.
Reede ist Mitglied der National Academy of Medicine und seit 2023 Vorstandsmitglied der Association of American Medical Colleges (AAMC).

## Auszeichnungen (Auswahl)
- 2005: Herbert W. Nickens Award der Society of General Internal Medicine
- 2007: Riland-Medaille für öffentlichen Dienst des New York College of Osteopathic Medicine
- 2007: Ehrendoktortitel der Naturwissenschaften des New York Institute of Technology
- 2010: Black Alumni Reunion Award, Inman Page Black Alumni Council[9]
- 2011: Diversity Award 2011 der Association of University Professors
- 2012: Elizabeth Hurlock Beckman Trust Award
- 2013: STEM Award des Urban Education Institute der North Carolina A & T University in Greensboro[10]
- 2015: Jacobi Medallion der Mount Sinai Alumni Association und der Icahn School of Medicine
- 2018: Auszeichnung „Helden im Gesundheitswesen 2018“, Visiting Nurse Association[11]
- 2019: Fellow of the American Association for the Advancement of Science (AAAS)
- 2019: Distinguished Henri A.Termeer Memorial Innovator in Health Award
- Community Service Award der Epilepsy Association of Massachusetts
- Exemplary Models of Administrative Leadership Award der American Association of University Administrators
- Academic Leadership in Primary Care Award der Morehouse School of Medicine